# Grażyna Siewierska
Grażyna Siewierska (ur. 5 sierpnia 1955) – polska lekkoatletka, medalistka mistrzostw Polski i mistrzostw Europy juniorek (1973)

## Kariera sportowa
Była zawodniczką AZS Lublin
Na mistrzostwach Polski seniorek na otwartym stadionie zdobyła jeden medal: brązowy w biegu na 200 m w 1979, a łącznie ośmiokrotnie uczestniczyła w biegu finałowym na mistrzostwach Polski (dwa razy na 100 metrów, pięć razy na 200 metrów, jeden raz na 400 metrów, jeden raz w sztafecie 4 x 100 metrów). 
Na mistrzostwach Europy juniorów w 1973 zdobyła brązowy medal w sztafecie 4 × 400 metrów, z czasem 3:37,03 (z Genowefą Nowaczyk, Bernardą Zalewską i Barbarą Kwietniewską)
Rekordy życiowe:
- 100 m – 11,87 (2.07.1979)
- 200 m – 24,15 (24.06.1979)
- 400 m – 54,67 (01.08.1979)